# 99 Songs of Revolution: Vol. 1
| Críticas profissionais | Críticas profissionais |
| Avaliações da crítica  | Avaliações da crítica  |
| Fonte                  | Avaliação              |
| ---------------------- | ---------------------- |
| Allmusic               | [ 2 ]                  |
| Alternative Press      | [ 3 ]                  |
| Punknews.org           | [ 4 ]                  |

99 Songs of Revolution: Vol. 1 é o quarto álbum de estúdio da banda Streetlight Manifesto, lançado em 16 de março de 2010.

## História e lançamento
99 Songs of Revolution foi originalmente pensado para ser apenas um lançamento da banda Bandits of the Acoustic Revolution, como afirmado no encarte de seu EP de estreia de A Call to Arms. Não se sabia muito sobre o projeto até setembro de 2008, quando o projeto foi oficialmente anunciado. Foi revelado que 99 Songs of Revolution é um projeto composto por 99 covers espalhados por oito álbuns, que serão gravados por quatro artistas diferentes. Cada uma das quatro bandas, Bandits of the Acoustic Revolution, Streetlight Manifesto e outras duas bandas relacionadas cujo nome ainda não foi divulgado., vai lançar dois álbuns da série.
No fim de 2009, Streetlight Manifesto anunciou que o primeiro CD já tinha sido concluído e só estava aguardando a liberação da gravadora. A banda também insinuou a possibilidade de lançar o álbum em vinil através da Pentimento Music Company, antes mesmo do CD.  Também no final de 2009, Streetlight Manifesto começou a liberar as canções do álbum em seu site e durante performances ao vivo.
O primeiro lançamento da série, Volume 1 por Streetlight Manifesto, foi lançado em 16 de março de 2010, através da Victory Records "Me and Julio Down by the Schoolyard" foi lançada como single uma semana antes do lançamento do Volume 1.

## Faixas
| N.º            | Título | Artista Original                                  | Duração |  |
| 1.             | "Birds Flying Away"                                                                                             | Mason Jennings                                    | 3:27    |  |
| 2.             | "Hell" | Squirrel Nut Zippers                              | 2:56    |  |
| 3.             | "Just" | Radiohead                                         | 3:00    |  |
| 4.             | "Skyscraper" | Bad Religion                                      | 2:40    |  |
| 5.             | "Punk Rock Girl"                                                                                                | The Dead Milkmen                                  | 2:17    |  |
| 6.             | "Linoleum" | NOFX                                              | 2:44    |  |
| 7.             | "Me and Julio Down by the Schoolyard"                                                                           | Paul Simon                                        | 2:27    |  |
| 8.             | "They Provide the Paint for the Picture-Perfect Masterpiece That You Will Paint on the Insides of Your Eyelids" | Bandits of the Acoustic Revolution                | 3:33    |  |
| 9.             | "Red Rubber Ball"                                                                                               | Paul Simon, baseado na versão da banda The Cyrkle | 2:49    |  |
| 10.            | "The Troubadour"                                                                                                | Louis Jordan                                      | 3:33    |  |
| 11.            | "Such Great Heights"                                                                                            | The Postal Service                                | 3:30    |  |
| Duração total: | Duração total:                                                                                                  | Duração total:                                    | 32:56   |  |

## Integrantes
Streetlight Manifesto
- Mike Brown – saxofone alto, saxofone barítono, backing vocals
- Jim Conti – alto saxophone, saxofone tenor, backing vocals, clarinete
- Tomas Kalnoky – vocal, guitarra, ukulele, engenheiro de gravação, engenheiro de mixagem
- Pete McCullough – baixo, backing vocals
- Mike Soprano – trombone, backing vocals
- Matt Stewart – trompete, backing vocals
- Chris Thatcher – bateria

Músicos adicionais e produção
- Achilles Kalnoky – violino
- Doug Holzapfel – órgão
- Dave Fowler – órgão
- Demian Arriaga – auxiliar de percussão
- Dan Potthast – backing vocals
- Lance Reynolds – backing vocals
- Jason Kanter – engenheiro de mixagem
- Alan Douches – engenheiro de masterização